# Kono minikuku mo utsukushii sekai
Kono minikuku mo utsukushii sekai (この醜くも美しい世界? lett. "Questo brutto ma bellissimo mondo") è una serie televisiva anime creata da Shōji Saeki e Hiroyuki Yamaga e prodotta dagli studi Gainax e Shaft.
La serie è stata trasmessa in Giappone su Tokyo Broadcasting System dal 1º aprile al 17 giugno 2004 per un totale di dodici episodi. Un adattamento manga, disegnato da Ashita Morimi, è stato serializzato dal 26 dicembre 2003 all'8 aprile 2005 sulla rivista Young Animal.

## Trama
Takeru e Ryō sono due studenti delle scuole superiori che lavorano facendo consegne per lo zio del primo. Una notte, i due vanno a indagare su una misteriosa luce nel bosco trovando con loro grande stupore una giovane ragazza che emerge dalla luce. Pochi istanti dopo, Takeru e Ryō vengono attaccati da un alieno, che viene sconfitto quando Takeru si trasforma in una creatura potente e dall'aspetto strano. La ragazza, che i ragazzi decidono di chiamarla "Hikari" (lett. "Luce"), viene ospitata a casa di Takeru quando questa confessa di non avere memoria di chi sia.
Successivamente al gruppo si aggiungeranno Jennifer Portman, una scienziata americana interessata ai ragazzi e in particolar modo al mistero legato all'improvvisa apparizione di Hikari; Ioneos, un robot mutaforma fedele a Hikari; Kuon, un piccolo alieno fluttuante; e Akari, la "sorella" di Hikari, anch'essa apparsa proprio come quest'ultima. La serie segue la vita quotidiana dei suoi personaggi mentre apprendono la condizione umana, le origini aliene di Hikari e Akari e affrontano i mostri e le catastrofi che si paleseranno loro inanzi.

## Personaggi

### Principali
Takeru Takemoto (竹本タケル?, Takemoto Takeru)
Doppiato da: Takahiro Mizushima
Takeru Takemoto è il protagonista della serie. Si presenta come un adolescente pigro e demotivato, ma in realtà è solo insicuro del suo posto nel mondo. Ha trovato Hikari in un bosco nel primo episodio e ha deciso di darle questo nome per giustificare la sua provenienza, ovvero dalla luce. Dopo aver trovato Hikari, Takeru acquisisce dei nuovi poteri inspiegabili che gli permettono di trasformarsi in un essere molto potente, dotato di un'incredibile letalità durante il combattimento, nonostante ciò riesce a tenere la mente perfettamente lucida riuscendo a padroneggiare il suo potere, rendendo di fatto la trasformazione una via di mezza tra la sua forma umana e quella di un mostro. Questo potere viene successivamente spiegato come il risultato della Definizione Estesa, ovvero un'energia misteriosa. Takeru alla fine sviluppa un interesse amoroso per Hikari, convincendo infine quest'ultima a risparmiare il mondo per il loro amore. Prova anche dei sentimenti per Mari, ma solo come sua parente. È un grande appassionato di motociclette ed un giorno vorrebbe fare un viaggio con Hikari per farle vedere il Paese.
Hikari (ヒカリ?)
Doppiata da: Ayako Kawasumi
Una ragazza misteriosa "caduta dal cielo", Hikari si innamora di Takeru a prima vista dopo che questi l'ha trovata nel primo episodio. È molto allegra e pensa che quasi tutto quello che c'è al mondo sia bello. Per gran parte della serie non riesce a ricordare nulla di ciò che le è successo prima del suo incontro con Takeru, ma alla fine si scoprirà che originariamente arrivata sulla Terra con il preciso scopo di distruggerla. È la dea dell'oscurità, della morte e della distruzione. Hikari ha due personalità divise e il suo aspetto cambia a seconda di quale delle due diventa quella dominante; la sua personalità "buona" è caratterizzata da capelli arancioni e occhi verdi, e la sua personalità "cattiva" invece da capelli rosa e occhi rossi. Alla fine della serie, decide di distruggere il pianeta, ma Takeru la ferma con l'amore che prova per lei. Alla fine dell'anime, Hikari parte con Akari verso le stelle, anche se promette che un giorno tornerà. Il suo nome significa "Luce".
Ryō Ninomiya (二ノ宮リョウ?, Ninomiya Ryō)
Doppiato da: Fujiko Takimoto
Ryō Ninomiya è il migliore amico di Takeru ed è favorito da molte delle ragazze a scuola per via della sua natura gentile. È costantemente chiamato "Ryō-sama" da Sakurako e Amika. Parallelamente all'amico Takeru che ha incontrato Hikari, Ryō ha conosciuto Akari e per tutta la serie dimostrerà di provare dei sentimenti di natura amorosa nei confronti di quest'ultima. Anche lui sviluppa dei poteri speciali, ovvero la capacità di esaudire i suoi desideri, raffigurati dalle spirali blu sulle sue mani.
Akari (アカリ?)
Doppiata da: Ai Shimizu
Akari è una ragazza che appare misteriosamente come Hikari. Ryō la trova nella foresta e la rende parte della sua famiglia. Considera Hikari la sua sorella maggiore e si affeziona molto a Ryō e Kimi. Akari in seguito rivela che lei e Hikari sono in realtà un essere unico e che sono stati divisi in due metà durante il loro atterraggio. La parte della personalità di Hikari che non vuole che la Terra venga distrutta si manifesta in Akari. Alla fine dell'anime, lei e Hikari iniziano a vagare per le stelle. Il suo nome significa "Luminosa".

### Secondari
Mari Nishino (西野マリ?, Nishino Mari)
Doppiata da: Asami Sanada
Mari Nishino è la cugina di Takeru, che spesso tormenta e stuzzica in più modi, sebbene sempre in maniera affettuosa e talvolta scherzosa. Nutre una profonda gelosia per la relazione che si instaura tra il cugino e Hikari. Sebbene neghi i suoi sentimenti per lui all'inizio della serie, Mari si innamora progressivamente di Takeru. Per tutta la serie sarà infastidita dal legame che lega i due ragazzi, diffidando di Hikari, tuttavia saprà rivelarsi anche gentile nei confronti di quest'ultima. La sua gelosia per la loro relazione aumenterà progressivamente che l'amore di Takeru si farà più forte per Hikari, sebbene Mari sarà in gran parte non corrisposta. Verso la fine della serie, Mari ammette il suo amore per Takeru, cercando di fargli non seguire Hikari, ma Takeru si limita a sorridere, la ringrazia e va a convincere Hikari a risparmiare il mondo.
Jennifer Portman (ジェニファー・ポートマン?, Jenifā Pōtoman)
Doppiata da: Yumi Takada
Jennifer Portman è una super-scienziata americana arrivata in Giappone per studiare la "Definizione Estesa", ovvero la capacità di una specie di prevenire la propria estinzione, che di solito si manifesta in una determinata specie trasformandosi in una forma mostruosa che massimizza il suo potenziale di combattimento, e dà l'istinto di attaccare o uccidere Hikari. Si trasferisce ad abitare con Takeru, Hikari e Mari. Ama bere alcolici ed è un po' esibizionista, mostrando alcune parti intime del suo corpo. Sebbene quando non lavoro appaia stupida e dall'atteggiamento idiota, è estremamente intelligente nella sua mansione. La sua personalità è un mix tra quella di Misato Katsuragi e Ritsuko Akagi di Neon Genesis Evangelion (un'altra serie prodotta da Gainax).
Shinichi Asakura (浅倉晋一?, Asakura Shin'ichi) e Daijirō Matsumura (松村大治郎?, Matsumura Daijirō)
Doppiati da: Atsushi Kisaichi e Hideki Ogihara
Shinichi Asakura e Daijirō Matsumura sono due compagni di scuola di Takeru che sembrano fare spesso fantasie perverse, specialmente dopo aver incontrato Hikari.
Sakurako Urushima (漆島桜子?, Urushima Sakurako) e Amika Kurebayashi (紅林浴香?, Kurebayashi Amika)
Doppiate da: Manabi Mizuno e Yumi Kikuchi
Sakurako e Amika sono altre due compagne di scuola di Takeru ed amiche di Mari. Si divertono a spronare uno sviluppo nel triangolo amoroso tra Takeru, Mari e Hikari.
Itcho (西野一丁?, Nishino Ichichō) e Sumie Nishino (西野澄江?, Nishino Sumie)
Doppiati da: Dai Matsumoto e Tomoko Kotani
Itchō e Sumie Nishino sono i genitori di Mari. Hanno accolto Takeru quando sua madre lo ha abbandonato in giovane età. Attualmente gestiscono due iniziative imprenditoriali: un'attività di consegna e un servizio di imbarco.
Kimi Ninomiya (二ノ宮紀美?, Ninomiya Kimi)
Doppiata da: Emi Kobayashi
Kimi è la sorella minore di Ryō che si prende cura delle faccende domestiche quando suo fratello è fuori. Era l'unica persona che viveva con Ryō fino all'arrivo di Akari. È molto protettiva nei confronti di Ryō, nel giro di poco tempo riesce ad instaurare un profondo legame di amicizia con Akari accogliendola nella propria casa ma cercherà di impedire che lei e Ryō possano entrare in stretto contatto e quando ciò accade si arrabbia e si ingelosisce.
Kuon (クオン?)
Doppiato da: Asami Sanada
Kuon è la piccola creatura che si prende cura di Akari. Sembra uno spettro con due occhi luminosi ma non ha una forma del corpo definita, tranne che per i suoi vestiti. È capace di levitare e apparentemente ha dei tentacoli affilati, poiché lo si vede portare con sé un'anguria che in seguito usa per rimuovere la buccia del frutto. Verso la fine della serie, Kuon e Ioneos entrano in modalità ibernazione e diventano entrambi un cristallo.
Ioneos (アイオニオス?, Aioniosu)
Doppiato da: Keiichi Noda
Ioneos è il "fratello maggiore" di Kuon, poiché lui e Kuon sono stati creati dallo stesso tipo di cristallo magico. Tuttavia, l'aspetto e le dimensioni di Ioneos sono molto più grandi e più eleganti di quelli di Kuon in quanto creato un intero cristallo, mentre un piccolo frammento scheggiato ha dato vita a Kuon. È stato sigillato all'interno di uno dei pilastri di pietra della scuola fino a quando Hikari non lo ha liberato accidentalmente durante un'esercitazione antincendio di routine. L'intera scuola è stata successivamente demolita dopo l'esplosione causata dalla liberazione di Ioneos. Jennifer lo ha soprannominato "Oniita" dicendo che il suo nome originale era troppo lungo. Alla fine, Ioneos entra in modalità ibernazione insieme a Kuon e diventano entrambi un cristallo, Kuon è quello piccolo mentre Ioneos quello grande. Successivamente Jennifer mette i due cristalli in una collana che indosserà per ricordo.
Mayu Yoshida (吉田真由?, Yoshida Mayu)
Doppiata da: Mai Kadowaki
Mayu è la rappresentante di classe. È una ragazza bassa e piena di dubbi su se stessa. In un episodio, Mayu ammette a Hikari che a volte odia la scuola perché tutti la prendono in giro, il che fa sì che Hikari si trasformi nella sé stessa "malvagia" e distrugga la scuola (quest'azione viene provocata accidentalmente dall'odio di Mayu nei confronti della scuola) ma successivamente all'incidente, Mayu sembra non avere ricordo di questi eventi.

## Media

### Anime
La serie televisiva anime, creata da Shōji Saeki e Hiroyuki Yamaga e prodotta dagli studi Gainax e Shaft, è stata trasmessa in Giappone su Tokyo Broadcasting System dal 1º aprile al 17 giugno 2004 per un totale di 12 episodi. La sigla d'apertura è metamorphose (lett. "metamorfosi") cantata da Yōko Takahashi mentre quelle di chiusura sono rispettivamente Natsuiro no kakera (夏色のカケラ? lett. "Frammento di colore estivo") di Yōko Ishida (ep. 1-11) e Kimi ni aete (キミニアエテ? lett. "Sfidarti") di Ayako Kawasumi e Ai Shimizu (ep. 12).

#### Episodi
| Nº | Titolo italiano (traduzione letterale) Giapponese 「Kanji」 - Rōmaji                                                          | In onda        | In onda |
| Nº | Titolo italiano (traduzione letterale) Giapponese 「Kanji」 - Rōmaji                                                          | Giapponese     |         |
| 1  | L'alba è la linea di demarcazione tra la luce e l'oscurità 「暁は光と闇のわかれめ」 - Akatsuki wa hikari to yami no wakare-me | 1º aprile 2004 |         |
| 2  | Sei il mio primo 「あなたが初めて」 - Anata ga hajimete                                                                       | 8 aprile 2004  |         |
| 3  | Due all'ombra di un albero 「二人の木陰」 - Futari no kokage                                                                  | 15 aprile 2004 |         |
| 4  | La vita da ora in poi 「これからの人生」 - Korekara no jinsei                                                                 | 22 aprile 2004 |         |
| 5  | Giorni di scuola 「スクール・デイズ」 - Sukūru Deizu                                                                          | 29 aprile 2004 |         |
| 6  | Indugiare sul bordo dell'acqua 「水辺にたたずみ」 - Mizube ni tatazumi                                                        | 6 maggio 2004  |         |
| 7  | Preludio a un bacio 「キスへのプレリュード」 - Kisu e no Pureryūdo                                                            | 13 maggio 2004 |         |
| 8  | Questo mondo meraviglioso 「この素晴らしき世界」 - Kono subarashi kisekai                                                     | 20 maggio 2004 |         |
| 9  | Desideri su una stella 「星に願いを」 - Hoshi ni negai wo                                                                     | 27 maggio 2004 |         |
| 10 | Falso cuore 「偽りの心」 - Itsuwari no kokoro                                                                                 | 3 luglio 2004  |         |
| 11 | Scorre insieme al tempo 「時の過ぎ行くまま」 - Toki no sugiyuku mama                                                          | 10 luglio 2004 |         |
| 12 | La canzone del mio cuore 「我が心の歌」 - Waga kokoro no uta                                                                  | 17 luglio 2004 |         |

#### Pubblicazioni
Gli episodi di Kono minikuku mo utsukushii sekai sono stati raccolti in sei volumi DVD, distribuiti in Giappone per il mercato home video tra il 4 giugno e il 5 novembre 2004.
| Volume |         |                       |
| Volume | Episodi | Data di pubblicazione |
| ------ | ------- | --------------------- |
| 1      | 1-2     | 4 giugno 2004         |
| 2      | 3-4     | 9 luglio 2004         |
| 3      | 5-6     | 6 agosto 2004         |
| 4      | 7-8     | 10 settembre 2004     |
| 5      | 9-10    | 8 ottobre 2004        |
| 6      | 11-12   | 5 novembre 2004       |

### Manga
Un adattamento manga, disegnato da Ashita Morimi, è stato serializzato dal 26 dicembre 2003 all'8 aprile 2005 sulla rivista Young Animal edita da Hakusensha. I vari capitoli sono stati raccolti in tre volumi tankōbon pubblicati dal 27 agosto 2004 al 29 luglio 2005.

#### Volumi
| Nº | Data di prima pubblicazione | Data di prima pubblicazione | Data di prima pubblicazione |
| Nº | Giapponese                  | Giapponese                  |                             |
| -- | --------------------------- | --------------------------- | --------------------------- |
| 1  | 27 agosto 2004              | ISBN 4-592-13261-0          |                             |
| 2  | 29 marzo 2005               | ISBN 4-592-13262-9          |                             |
| 3  | 29 luglio 2005              | ISBN 4-592-13263-7          |                             |

## Accoglienza
Theron Martin di Anime News Network recensì il primo volume DVD della serie, spiegando che quest'ultimo riguardava principalmente l'impostazione della storia, generando molte più domande che risposte nello spettatore, ma essendo all'inizio dell'anime, questo dettaglio poteva essere perdonato senza troppi problemi. Il recensore spiegò che le cose più importanti da notare erano che non era una serie orientata all'azione come poteva far sembrare il primo episodio e che non erano presenti dei dettagli messi a caso, come ad esempio i riferimenti alla farfalle che si vedono in alcune scene. Apprezzò il titolo della serie, scelto tutt'altro che pigramente, reputandolo un brillante colpo di marketing di Gainax. Il primo volume della serie era abbastanza divertente e presentava un sufficiente mistero di fondo da suggerire che c'era qualcosa di più rispetto alla tipica commedia drammatica e romantica condita con il fanservice.
Lo stesso recensore tornò a parlare anche del secondo volume, definendolo dai toni più seri e che gran parte dei contenuti in esso presenti potevano sembrare riempitivi allo spettatore che lo vedeva per la prima volta, ma chi sarebbe tornato a rivedere gli episodi una seconda volta dopo la conclusione della storia, avrebbe fatto caso come le cose si stavano preparando piano piano per far emergere il finale. Non era una grande serie e non rappresentava il miglior sforzo compiuto da Gainax dai tempi di Neon Genesis Evangelion, ma era migliore di quanto poteva sembrare all'inizio.
Carl Kimlinger dello stesso sito recensì il terzo nonché ultimo volume, affermando che il finale tranquillo e insolitamente introspettivo potevano far sempre il tutto un anticlimax, ma coloro che erano disposti a sforzarsi di esaminarlo attentamente, avrebbero trovato una prova positiva per le preoccupazioni che poteva dare. Concluse che le parti di commedia romantica presenti nelle puntate precedenti nascondevano i fili di un dramma romantico incrollabile guidato dagli stessi personaggi.